# باستر براون (لاعب كرة قاعدة)
باستر براون (بالإنجليزية: Buster Brown)‏ هو لاعب كرة قاعدة أمريكي، ولد في 31 أغسطس 1881 في بون في الولايات المتحدة، وتوفي في 9 فبراير 1914 في سيوكس سيتي في الولايات المتحدة.

## وصلات خارجية
- باستر براون على موقعبيزبول رفرنس.كوم (الدوري الرئيسي) (الإنجليزية)
- باستر براون على موقعبيزبول رفرنس.كوم (الدوري الثانوي) (الإنجليزية)
- باستر براون على موقع مشجعي الرسوم البيانية (الإنجليزية)